# Revolver 1882, 1882/1929
Revolver M1882, còn được gọi là Model 1929 là một loại súng ngắn ổ xoay được sản xuất bởi hãng Waffenfabrik Bern của Thụy Sĩ. Loại súng này được lực lượng vũ trang Thụy Sĩ trang bị và sử dụng.